# Störtebeker (2006)
Störtebeker ist ein zweiteiliger Fernsehfilm von Miguel Alexandre, basierend auf der Legende und dem Leben des Seeräubers Klaus Störtebeker, mit Ken Duken in der Titelrolle aus dem Jahr 2006.

## Handlung
Ende des 14. Jahrhunderts: Klaus Broderson wird als Kind von seinen Eltern ins Kloster geschickt. Von weitem muss er miterleben, wie beide von unbekannten Patriziern ermordet werden. Als Seeräuberkapitän Klaus Störtebeker sinnt er später auf Rache. Elisabeth Preen, seine Jugendliebe, trifft er nach Jahren wieder. Sie jedoch ist mit dem reichen Patrizier Simon von Wallenrod verlobt. Zudem beschuldigt dieser Störtebekers Bruder Jan, Elisabeths Vater Hermann Preen und seinen Vater Konrad von Wallenrod ermordet zu haben. Jan wird daher ins Gefängnis geworfen. Als Klaus davon erfährt, bricht er mit seinen Männern auf und verlangt die Freilassung seines Bruders. Es gelingt ihm nur durch den Austausch mit Elisabeth, die zusammen mit ihrer Vertrauten Maria von Königin Margarethe I. von Dänemark als Geisel genommen wurde. Wieder auf dem Schiff, berichtet Jan, wie er gefoltert wurde: durch heiße Kohlen nahm ihm Simon von Wallenrod sein Augenlicht. Störtebeker tröstet seinen Bruder und sagt, dass sie zur Insel Visby fahren und dort den Rest ihres Lebens in Frieden leben können. Störtebekers bester Freund Erik ist dort geblieben, um bei seiner schwangeren Frau Sigrid sowie den anderen Frauen und Kindern zu bleiben. Als sie jedoch eintreffen, ist das Dorf niedergebrannt und alle Bewohner getötet.  
Erst als die Hochzeit von Elisabeth und Simon stattfindet, kommt heraus, dass von Wallenrod hierfür verantwortlich ist. Vor allen Anwesenden eröffnet Störtebeker weiterhin, dass dieser und sein Vater Konrad die Ermordung seiner Eltern initiiert hatten, um sich deren Land zu bemächtigen. Der Ratsherr Martin Degenhard bezeugt schließlich, dass auch Hermann Preen gemeinsam von Konrad und Simon von Wallenrod ermordet wurde. Letztendlich gibt es einen Kampf und Störtebeker tötet Simon von Wallenrod durch Elisabeths Hilfe mit dem Schwert. Die Seeräuber feiern seinen Sieg und stechen wieder in See. 
Später aber wird Klaus Störtebeker verraten und er und seine Männer gefangen genommen. Todesstrafe durch Enthauptung lautet das Urteil. Vorher schlägt der Seeräuber den Richtern jedoch eine Wette vor: diejenigen, an denen er ohne Kopf vorbei geht, sollen begnadigt werden. Viele Augenzeugen haben sehen wollen, dass Störtebeker dadurch elf Männern das Leben rettete; darunter auch ein Junge, der von Elisabeth Störtebekers Halskette geschenkt bekommt.

## Hintergrund
Störtebeker wurde vom 3. Mai 2005 bis zum 27. Juli 2005 an Schauplätzen in Litauen (Kaunas, Klaipeda, Schloß Trakai, Kurische Nehrung) gedreht. Produziert wurde der Zweiteiler unter der Leitung von Thilo Kleine von der Bavaria Film.

## Kritik
Die Kritiker der Fernsehzeitschrift TV Spielfilm gaben dem Zweiteiler Störtebeker eine mittlere Wertung, dem Daumen zur Seite. Der erste Teil war für sie eine „flotte Räuberpistole: platt, doch amüsant“ und der zweite Teil sei „so kopflos wie Störtebekers Ende“.
Das Lexikon des internationalen Films kritisiert, dass die „aufwändige Mixtur aus Mantel- und Degen-, Liebes- und Historienfilm […] nie zu fesseln vermag“, und dass „trotz der sündhaft teuren Ausstattung und Mithilfe des Computers […] die Kulissen ähnlich bescheiden wie die Dialoge [bleiben].“